# Akát pod Vačinou
Akát pod Vačinou byl památný strom u Strachovic v okrese Tachov. Trnovník akát (Robinia pseudoacacia) rostl u silnice č. 200 spojující Vidice a Olešnou pod vrchem Vačina. Obvod jeho kmene měřil 383 cm a výška dosahovala k 14 m (měření 2000). Trnovník byl chráněn od roku 1983 pro svůj vzrůst, věk a dendrologickou hodnotu, v roce 2000 ale uhynul.

## Stromy v okolí
- Jírovcová alej u Olešné